# Victoire de Donnissan de La Rochejaquelein
Victoire de Donnissan de La Rochejaquelein (* 25. Oktober 1772 in Versailles; † 15. Februar 1857 in Orléans) ist eine der wenigen Frauen, die sich mit den Ereignissen der französischen Revolutionsjahre schriftlich auseinandergesetzt haben.

## Biographie

### Jugend
Victoire de Donnisseau war die einzige Tochter des Maréchal de camp Guy Joseph de Donnissan und wuchs im Ancien Régime im Umfeld des Hofes von Versailles auf. Sie hatte sich ein hohes Maß an Bildung angeeignet und war mit ihrer adligen Abstammung prädestiniert für eine fürstliche Heirat und eine sorgenfreie Zukunft. Doch als sie 16 Jahre alt war, brach die Französische Revolution aus und kehrte die bislang geltenden Werte und Denkvorstellungen um. Sie und ihre Eltern flüchteten sicherheitshalber Ende 1789 ins Château de Citran im Médoc, das zum Familienbesitz gehörte.

### Erste Ehe
Hier heiratete sie am 27. Oktober 1791 ihren sechs Jahre älteren Cousin Louis de Salgues de Lescure, dessen Familie zwar mittellos war, aber einen großen Namen besaß. Doch die Umstände brachten es mit sich, dass ihr Mann sich entschloss, zusammen mit seiner Familie das Land zu verlassen; zu diesem Zweck hielt er für besser, im Sommer 1792 vorübergehend mit seiner im 7. Monat schwangeren Frau ins revolutionäre Paris zurückzukehren. Hier wurde am 20. Juni 1792 eine antiroyalistische Demonstration vor dem Tuilerienschloss veranstaltet und der König wurde genötigt sich eine rote Mütze aufzusetzen und auf das Wohl der Nation zu trinken; am 10. August 1792 wurde Ludwig XVI. verhaftet und im Temple eingesperrt – es war die sogenannte 'zweite Revolution', die – anders als die auf Paris beschränkte erste Revolutionswelle – das ganze Land erfasste. Nach der im Vorjahr gescheiterten Flucht des Königs hielt es Louis Marie de Lescure für besser, nicht ins Exil zu gehen, sondern sich mit seiner Familie auf den Familienbesitz bei Bressuire im Département Deux-Sèvres zurückzuziehen; am 25. August brach man auf und entging so den Septembermorden, die sich vornehmlich gegen Adel und Klerus, die ärgsten Feinde der Revolution, richteten.
Nach der Hinrichtung des Königs auf der Guillotine am 21. Januar 1793 breitete sich die revolutionäre Stimmung im Frühjahr 1793 auch im Poitou und im Département Vendée aus, doch hier erhob sich ein katholisch-royalistischer Volksaufstand (Aufstand der Vendée), an dessen Spitze sich bald Louis Marie de Lescure und sein Cousin Henri de La Rochejaquelein stellten. Im Sommer 1793 besuchte Victoire – zusammen mit ihrer knapp einjährigen Tochter und ihren Eltern – ihren Mann, der sich in einer Schlacht bei Saumur einen Arm gebrochen hatte, und blieb fortan an seiner Seite. Kurz nach seiner Genesung wurde er bei den verlustreichen Kämpfen in der Zweiten Schlacht bei Cholet schwer verwundet und musste auf einer Bahre transportiert werden; seine Frau und seine kleine Tochter blieben stets an seiner Seite. Die Armee der Aufständischen flüchtete zusammen mit einem Tross von heimatlos gewordenen und alten Menschen – insgesamt etwa 25.000 bis 30.000 Mann – über die Loire nach Norden – dieses Ereignis ist unter dem Begriff Virée de Galerne in ganz Frankreich bekannt geworden. Am 4. November 1793 starb Louis Marie de Lescure in der Nähe eines Dorfes an der Grenze zur Bretagne, doch heimatlos wie sie war, zog die Witwe mit den Resten der Vendée-Armee durch den Nordwesten Frankreichs. Im Dezember erreichten sie wieder Angers, wo die Führer des Heerhaufens gefangen genommen und hingerichtet wurden, woraufhin sich der Armeehaufe auflöste und als Bande von verfolgten Räubern weitermachte.
Mme de Lescures Flucht ging weiter und sie musste noch schlimmere Strapazen erdulden als bisher – Hunger und Durst, Regen und Kälte, völlige Erschöpfung und übereilte Aufbrüche mit den Resten der Armee. Tagelang ernährte sie sich nur von Zwiebeln, die sie von den Feldern stahl, bis sie einsah, dass ihre kleine Tochter so nicht weiterleben könne, woraufhin sie diese der Obhut einer völlig unbekannten Bauernfamilie bei Ancenis übergab – Mme de Lescure hat nie wieder etwas von ihr gehört. In der Schlacht bei Savenay musste sie ihren Vater zurücklassen, der nur wenige Tage später gefangen genommen und erschossen wurde. Als bretonische Bauersfrauen verkleidet, suchten sie und ihre Mutter Arbeit und Schutz auf einem Bauernhof (ferme) bei Prinquiau, wo sie den Rest des Winters über bei armen, aber dafür von aller Welt in Ruhe gelassenen Bauersleuten ausharrten.
Im Frühjahr zogen sie weiter und versteckten sich fortwährend in Wäldern und im Gebüsch. In einer armseligen – seit Jahren unbewohnten – Hütte, deren Fenster und Tür aus Furcht vor Entdeckung stets geschlossen waren, brachte die Witwe Zwillinge zur Welt, von denen eines etwa einen Monat nach der Geburt verstarb. Die Flucht und das Herumirren gingen weiter, doch nach dem Sturz und der Hinrichtung Robespierres am 27. bzw. 28. Juli 1794 (9. Thermidor II) ließ die Schreckensherrschaft (terreur) nach und die Situation in Frankreich entspannte sich etwas – eine landesweite Amnestie wurde ausgerufen und Mme Lescure fand eine Unterkunft in Nantes, wo sie auf Menschen traf, die Ähnliches erlebt hatten wie sie selbst. Im Februar 1795 erreichte sie das Château de Citran im Médoc, wo das zweite Zwillingstöchterchen verstarb.

### Exil
Nach dem Staatsstreich des 18. Fructidor V (4. September 1797), der durch die Angst vor einer Konterrevolution des Adels und den Klerus ausgelöst wurde, verschlechterte sich die Situation der Adligen zusehends und die Verfolgungen begannen von Neuem. Mme Lescure, die sich schon vor Jahren auf einer Emigrantenliste hatte eintragen lassen, ging bis zum Staatsstreich des 18. Brumaire VIII (9. November 1799) ins Exil nach Spanien. Anschließend kehrte sie auf ihren – in den Revolutionsjahren arg in Mitleidenschaft gezogenen – Besitz bei Bressuire zurück.

### Zweite Ehe
Auf Drängen ihrer Mutter heiratete sie im März des Jahres 1802 Louis de la Rochejaquelein, den elf Jahre jüngeren Bruder Henris. Das Leben auf Schlössern Citran und Clisson verlief ruhig; im Jahre 1808 hatte die Familie bereits fünf Kinder. Ihr Mann, der insgeheim auf Seiten des Königs stand, sah nach dem Sturz Napoleons und seiner Verbannung auf die Insel Elba im April des Jahres 1814 die Gelegenheit gekommen, auch in der Öffentlichkeit die Rückkehr der Bourbonen auf den Thron Frankreichs zu proklamieren.
In der ersten Restaurationszeit wurde Louis de la Rochejaquelein von Ludwig XVIII. zum Maréchal de camp befördert und alles schien sich für die Familie zu Besseren zu wenden – da kehrte Napoleon im März des Jahres 1815 von seinem Exil auf Elba zurück. Louis de la Rochejaquelein organisierte den Widerstand durch einen erneuten Aufstand in der Vendée und im Poitou; er zog selbst in den Kampf und wurde am 4. Juli 1815 von einer Kugel tödlich getroffen. Seine Frau war mit den Kindern schon vorher ins Exil nach San Sebastian abgereist und erhielt erst dort die Todesnachricht. In der zweiten Restaurationszeit kehrte die Familie wieder nach Frankreich zurück; der älteste Sohn wurde zum Pair von Frankreich ernannt, doch nach der Julirevolution von 1830 im Exil in Portugal von Partisanen getötet.
Mme Rochejaquelein zog im Jahr 1832 nach Orléans, wo zwei ihrer verheirateten Töchter lebten. Hier setzte sie sich auch für ehemalige Kämpfer des Vendée-Aufstandes ein, die zum Teil immer noch verfolgt und vor Gericht gestellt wurden. Völlig erblindet starb sie am 15. Februar 1857 im hohen Alter von 84 Jahren.

## Werk
Ihre Memoiren, die sie bereits während ihres ersten Exils in Spanien begonnen hatte, waren kurz nach 1805 fertiggestellt; sie wurden jedoch erst 1814 gedruckt, da man annahm, dass sie (noch) nicht von allgemeinem Interesse seien. Doch der Erfolg des Buches war überraschend groß: Es wurde in mehrere Sprachen übersetzt und immer wieder neu aufgelegt. Die Offenheit und Klarheit der Sprache riefen beinahe überall positive Kritiken hervor. Sowohl hinsichtlich der Ereignisse als auch der Charakterisierung der führenden Personen des Vendée-Aufstands ist sie oft die einzige neutrale(?) Quelle.